# IIFA Award/Bester Liedtext
Die Gewinner des IIFA Best Lyricist Award waren:
| Jahr | Liedtexter                   | Film – Lied                   |
| ---- | ---------------------------- | ----------------------------- |
| 2000 | Anand Bakshi                 | Taal – Ishq Bina              |
| 2001 | Javed Akhtar                 | Refugee                       |
| 2002 | Javed Akhtar                 | –                             |
| 2003 | Nusrat Badr                  | Devdas – Dola Re              |
| 2004 | Javed Akhtar                 | Kal Ho Naa Ho – Kal Ho Naa Ho |
| 2005 | Javed Akhtar und Saaed Qadri | Swades und Murder             |
| 2006 | Gulzar                       | Bunty Aur Babli – Kajra Re    |
| 2007 | Prasoon Joshi                | Fanaa – Chand Sifarish        |